# Jacksonville
 Denne artikel omhandler byen Jacksonville. Der er også andre byer med dette navn, se Jacksonville (flertydig).
Jacksonville er en by i den amerikanske delstat Florida med 949.611 (2020) indbyggere. Byen er beliggende i den nordøstlige del af delstaten ved St. Johns-floden og tæt på denne flods udløb i Atlanterhavet.
Jacksonville er administrativt centrum i det amerikanske county Duval County.

## Byens oprindelse
Byen er grundlagt i 1791 og hed oprindeligt Cowford. I 1822 omdøbtes byen til Jacksonville efter Floridas guvernør og USA's 7. præsident, Andrew Jackson.

## Flådeby
Byens placering ved det store flodudløb har gjort, at Jacksonville har hele to U.S. Navy-baser ved byens havn, der er Floridas tredjestørste.